# Stadtpfarrkirche St. Jakob (Cham)

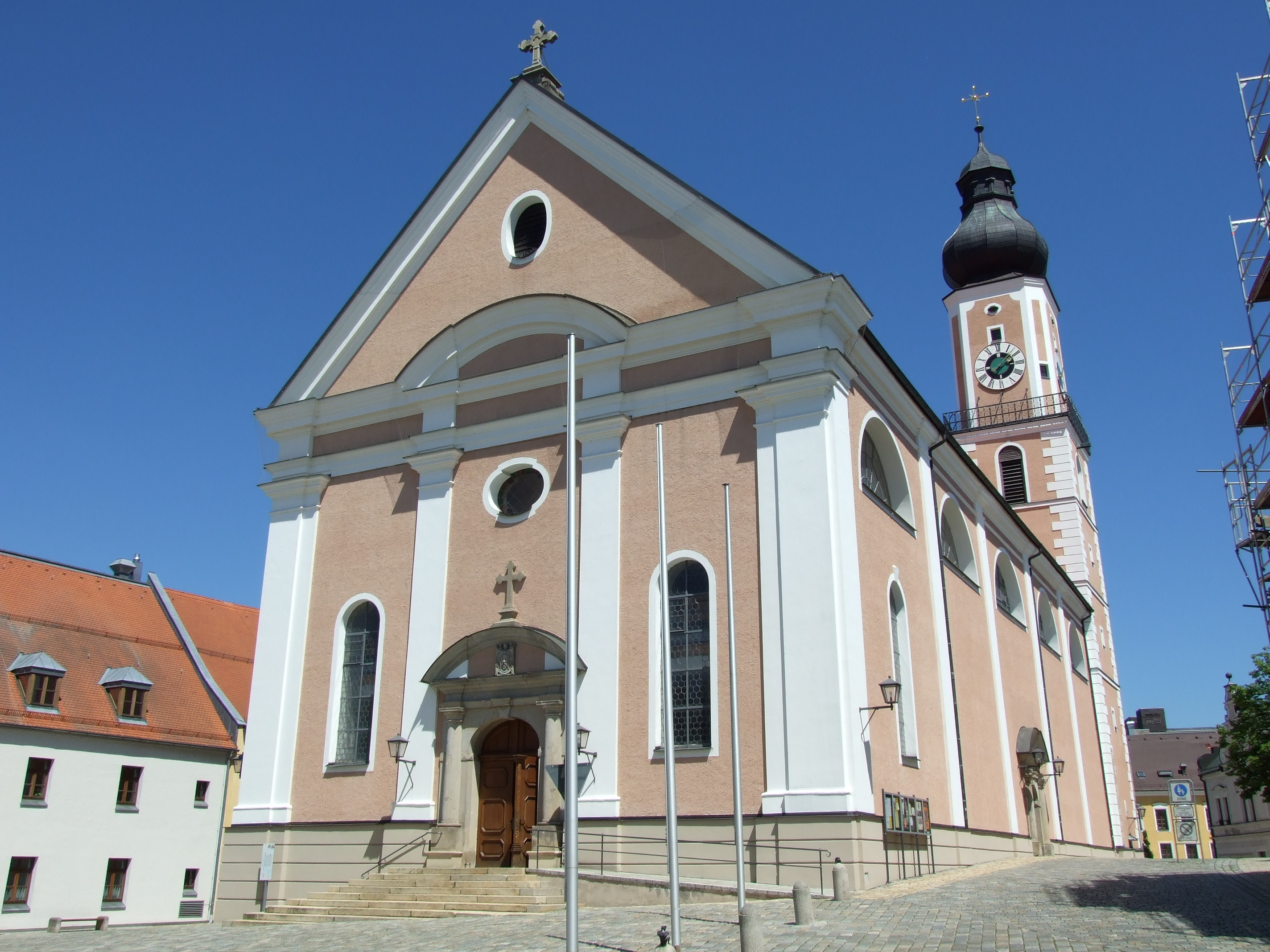
Stadtpfarrkirche St. Jakob

Die Stadtpfarrkirche St. Jakob  ist eine katholische Pfarrkirche in der Stadt Cham in der Oberpfalz.

## Äußeres
Die Kirche am Marktplatz ist romanischen Ursprungs. Ihre Fundamente in massivem Bruchsteinmauerwerk und auch die Unterbauten der Türme gehören dem 13. Jahrhundert an. Der nördliche Turm wurde nicht ausgebaut, sondern mit dem Rathaus verbunden. Der eingezogene Chor entstand 1394 bis 1411. Die gotischen, zweimal abgesetzten Streben sind erhalten. Das Langhaus hatte ursprünglich sechs Joche. 1894/95 wurde es um zwei Joche nach Westen erweitert.
Die drei Türen entstanden um 1700. An der Südseite des Chores stellt ein lebensgroßes Gemälde des einheimischen Kunstmalers Georg Achtelstetter den Kirchenpatron Jakobus den Älteren dar.

## Inneres

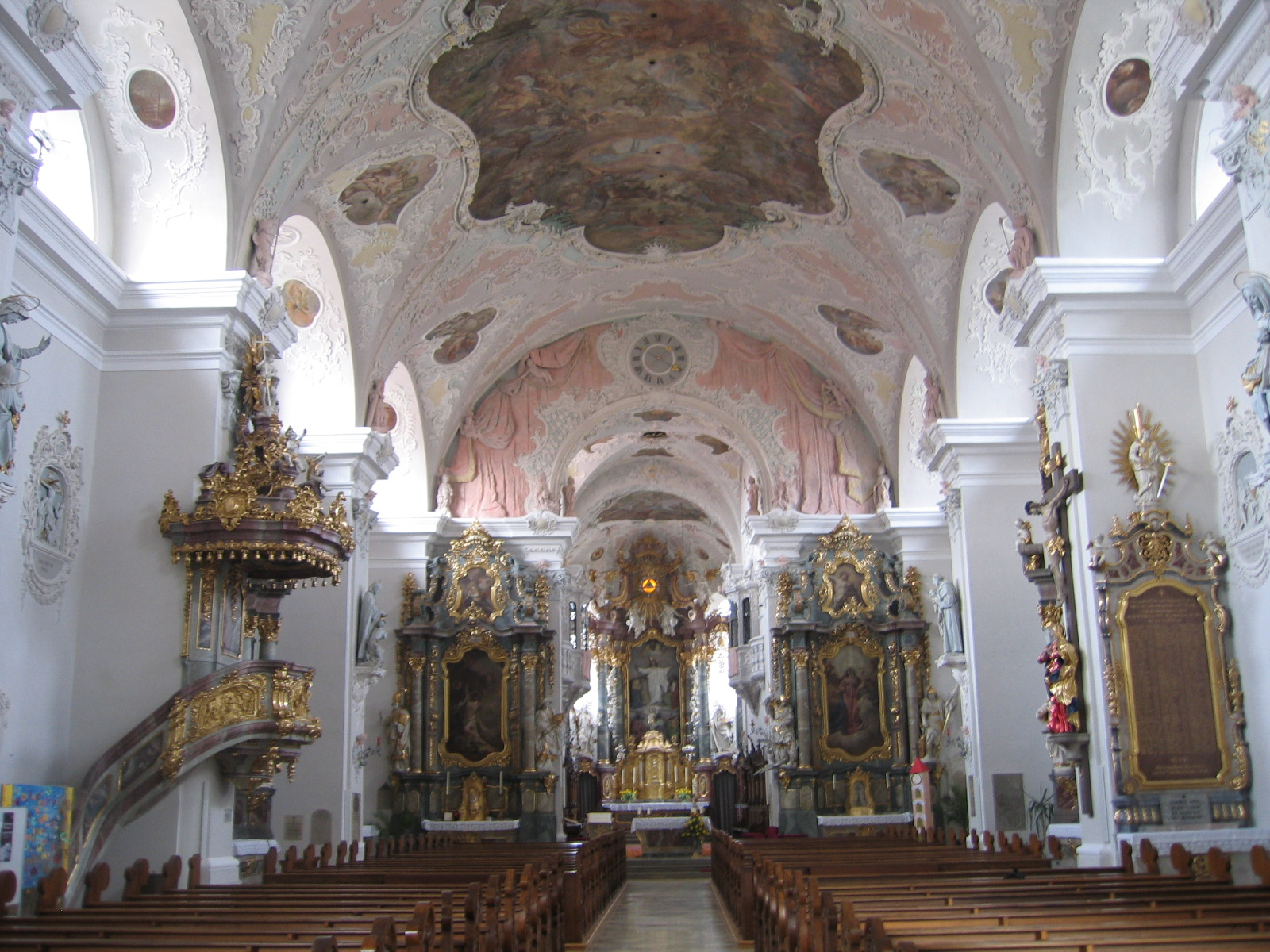
Innenraum der Stadtpfarrkirche

Das Innere wurde im Jahr 1750 durch den Kirchenmaler Johann Gebhard und seinen Sohn Otto Gebhard mit Fresken und Stuck ausgestattet. Das Deckengemälde im Chor zeigt das Martyrium des Apostels Jakobus, umgeben von den Bildnismedaillons der vier Evangelisten. Das Langhausgemälde haben die beiden Künstler 1750 signiert. Es stellt die Schlacht von Clavijo vom 23. Mai 844 dar, in der der heilige Jakobus dem später siegreichen König Ramiro I. von Asturien im Traum erschienen sein soll und ihm seinen Beistand in dem folgenden Kampf versprochen haben soll. Bei ihrem Werk haben sich Vater und Sohn Gebhard an dem schon 1714 von ihrem Lehrmeister Cosmas Damian Asam geschaffenen Deckengemälde gleichen Themas in der Kirche von Kloster Ensdorf orientiert. Im Zentrum des Freskos erscheint Jakobus als Reiter dem kämpfenden Heer. Das Deckengemälde über der Empore wurde erst im Jahr 1900 von Waldemar Kolmsperger sen. gemalt. Es zeigt die Rettung aus einem Schiffbruch durch die Hilfe des hl. Jakobus.

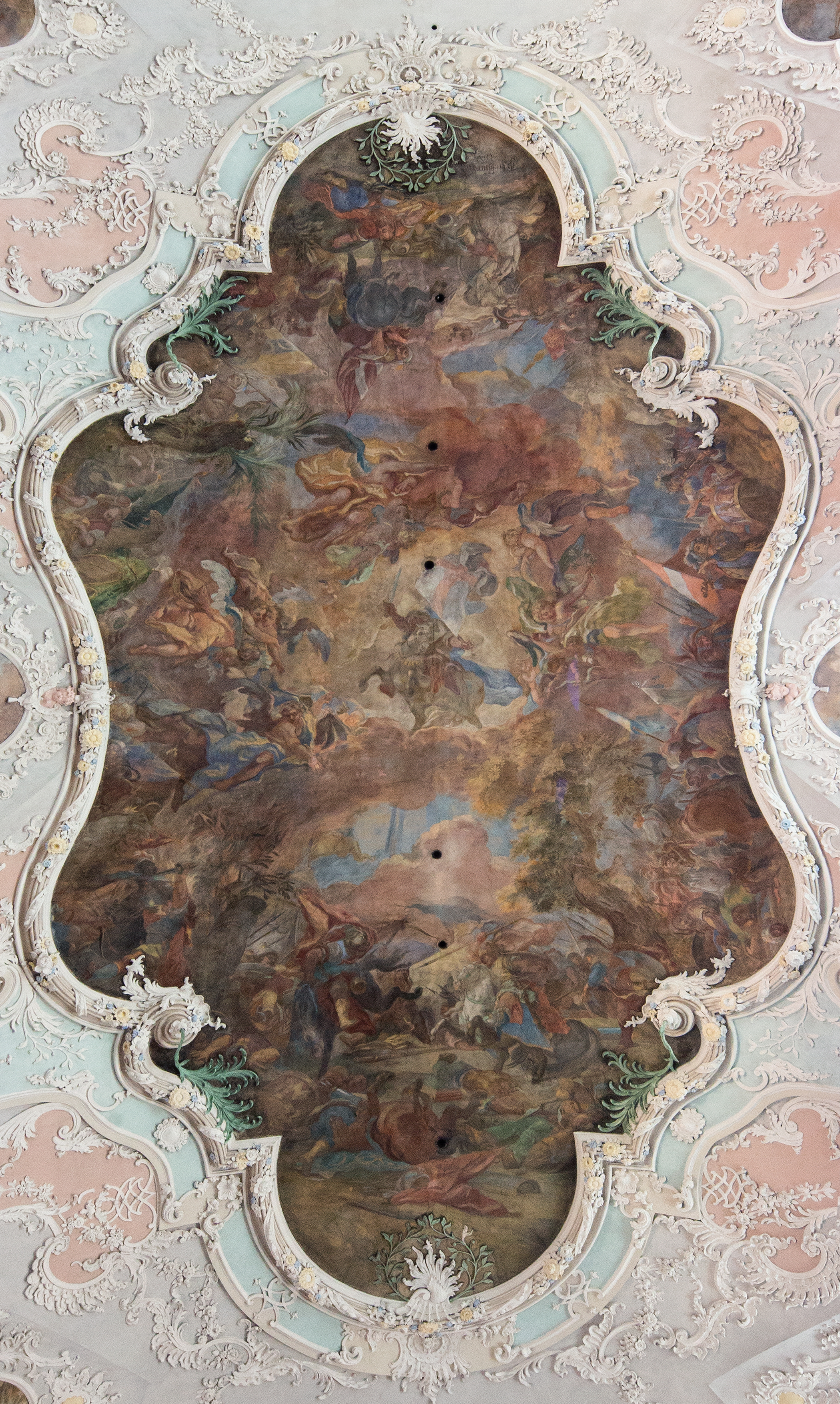
Stadtpfarrkirche St. Jakob, Cham: Deckenfresko „Die Schlacht von Clavijo“ von Johann und Otto Gebhard, 1750

Die Einrichtung im Stil des Rokoko wurde um 1850 größtenteils entfernt. Nur der Aloisiusaltar mit reichem Muschelwerk (um 1760, einst Tabernakel des Hochaltars), die Jakobusfigur über dem einstigen Seiteneingang, ein an die Geißelsäule gebundener Jesus in einer Wandnische sowie die wiederaufgefundenen Stuhlwangen stammen aus dieser Zeit. Die neuromanische Einrichtung schuf 1848–1852 der Münchner Bildhauer Johann Petz. Sie wurde nach der letzten Erweiterung 1894/95 durch die jetzige Ausstattung im Stil des Neubarock ersetzt.

Hoflieferant A. Schoyerer fertigte zunächst nach den Entwürfen von Professor Leonhard Romeis die beiden Seitenaltäre. Die Statuen der heiligen Regensburger Bischöfe Wolfgang und Emmeram am Josephi-Altar (links) sowie der seligen Alruna und der hl. Theresa von Avila am Herz-Jesu-Altar (rechts) schuf Thomas Buscher aus München. Der Sebastians- und der Marienaltar mit Gemälden von Waldemar Kolmsperger dem Jüngeren  entstanden kurz vor Ausbruch des Ersten Weltkrieges 1914. Die Figuren der Heiligen Karl Borromäus, Odo von Cluny, Georg und Florian schuf um 1910 Thomas Buscher. Von ihm stammen ebenso die 1896 entstandenen Figuren an der Hochwand des Kirchenschiffes mit den Heiligen Franz Xaver, Antonius von Padua, Anna und Monika, der Mutter des hl. Augustinus.

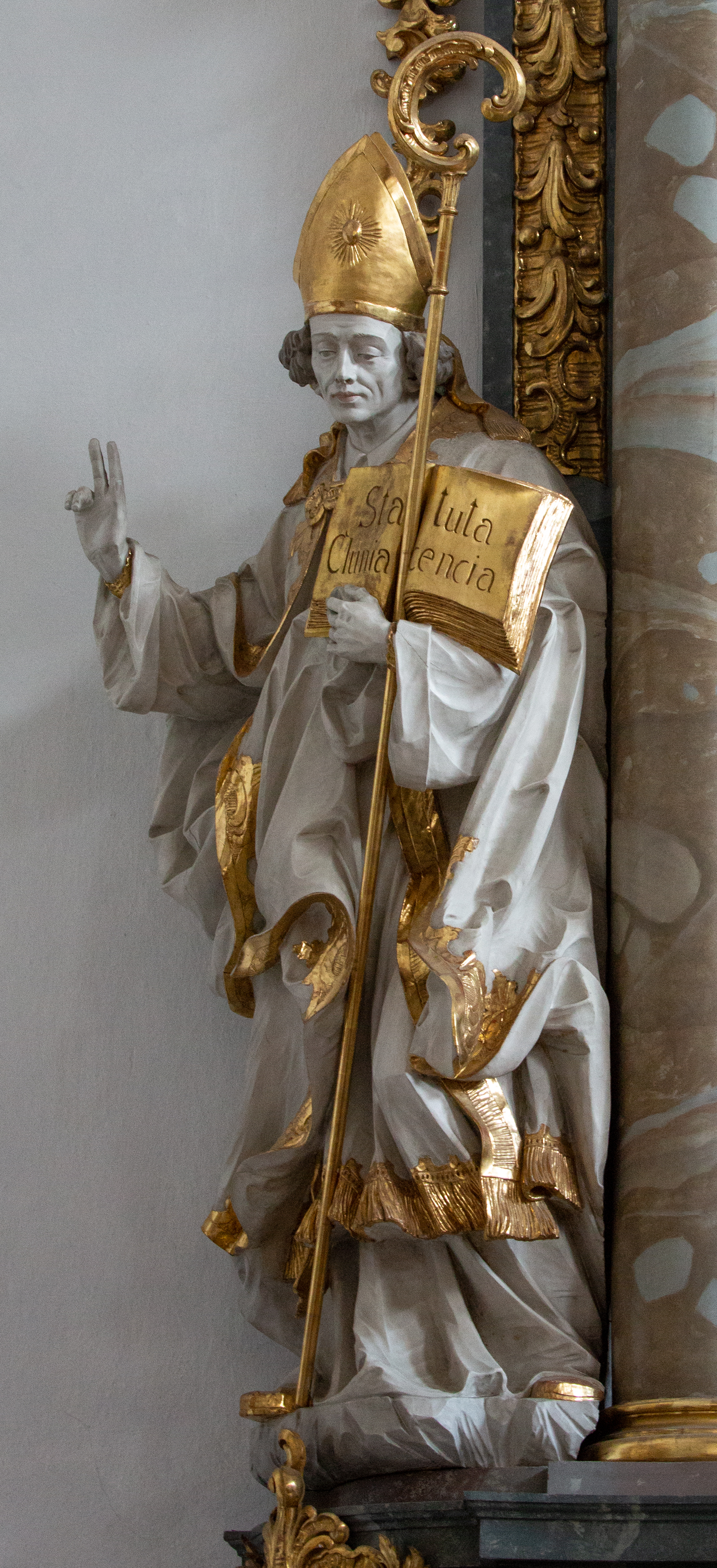
Stadtpfarrkirche St. Jakob, Cham: Statue des hl. Odo von Cluny, nördlicher Seitenaltar

Der Hochaltar kam während des Krieges zur Aufstellung. Er wurde von Architekt A. Bachmann, München, entworfen und von dem Chamer Hoflieferanten A. Schoyerer sowie dem Chamer Bildhauer Ludwig Egen und dem Chamer Malermeister und Vergolder Thomas Brunner und seinem Sohn Karl ausgeführt. Das Relief in der Mitte stellt die Verklärung des Herrn dar. Die beiden Apostelfiguren fertigte Maximilian Roider, Regensburg.
Die Kanzel aus dem Jahr 1911 ist ebenfalls ein Werk der Chamer Meister Schoyerer, Egen und Brunner. Sie trägt drei vergoldete Schnitzereien aus der Hand von M. Roider (signiert), zu sehen ist am Kanzelaufgang die Bergpredigt Jesu (Mt 5f), dann der 12-jährige Jesus im Tempel, die Schriftgelehrten lehrend (Lk 2,41-52) und schließlich die Predigt Jesu am See Genezareth zu seinen Jüngern (Joh 21,1-14). Der Barbaraaltar am Seiteneingang rechts ist als Kriegergedächtnisstätte gewidmet.
Die sehr qualitätvolle Darstellung der Mater Dolorosa unter dem Kreuz am südlichen Wandhauspfeiler gegenüber der Kanzel stammt aus dem 18. Jahrhundert und kam bei der Restaurierung 1961/62 vom Kalvarienbergkirchlein in die Pfarrkirche.

## Orgeln

### Hauptorgel

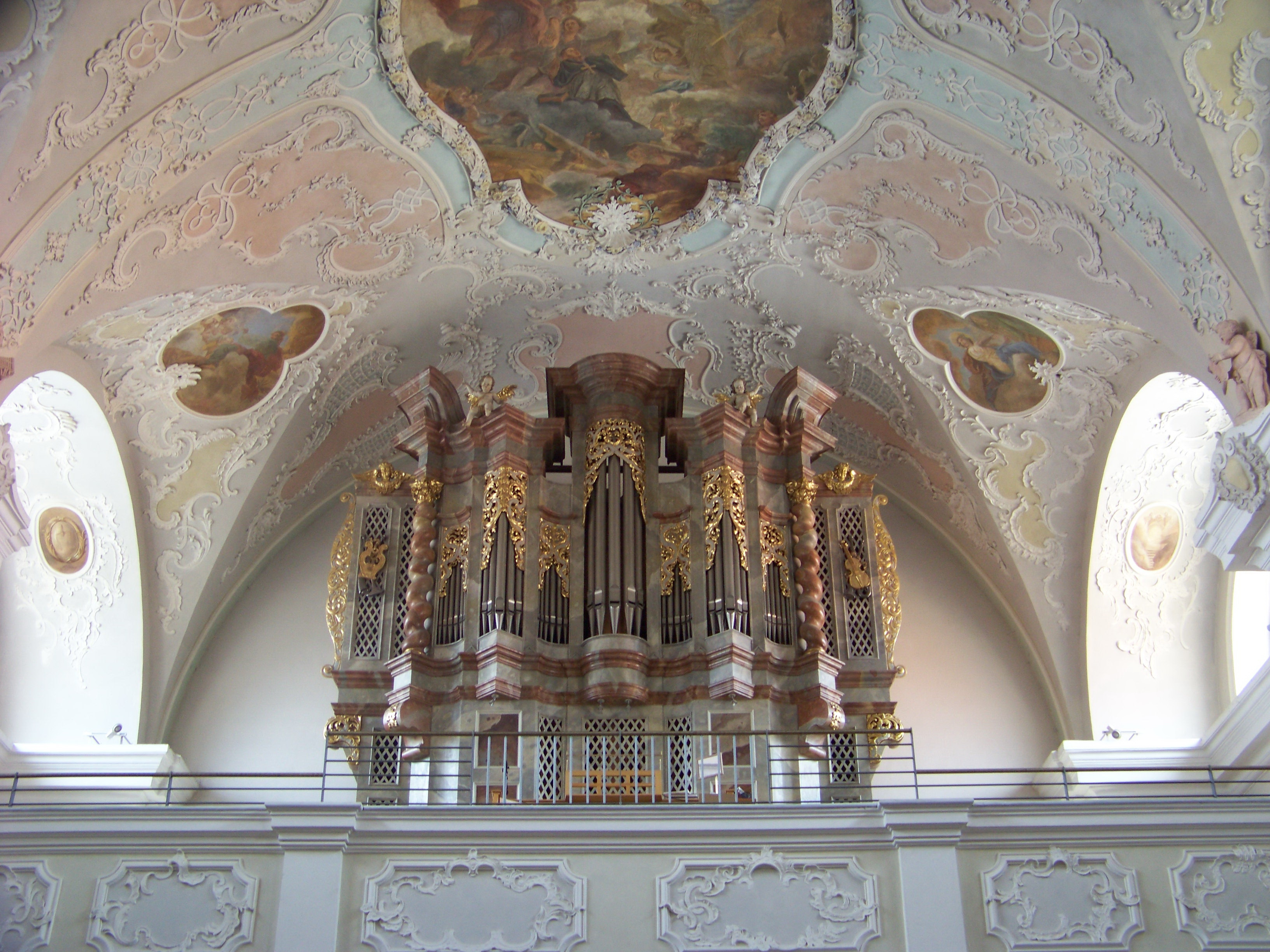
Orgel

Die Orgel mit reichem Schnitzwerk und zwei gedrehten Säulen wurde 1720 von Barthelmene Poos aus Koblenz gebaut. 1898 baute die Firma Binder und Sohn, Regensburg, eine vergrößerte Orgel in das erweiterte Gehäuse ein. Eine neue Orgel erbaute ab 1965 die Firma Ludwig Eisenbarth, Passau. Am 22. Januar 1967 fand im Rahmen eines Festgottesdienstes die Orgelweihe statt. Das neue Werk, aufgeteilt in drei Manuale und Pedal, zählte 37 klingende Register und 2884 Pfeifen. Bei den umfangreichen Kirchenrenovierungsarbeiten im Jahr 2005 wurde das Instrument neu aufgebaut und um einige Register erweitert. Es hat jetzt 43 Register und 3213 Pfeifen. Im Dezember 2005 fand die Weihe der jetzigen Orgel statt.
| I Hauptwerk C–a3 |                   |       |
| 1.               | Bordun            | 16′   |
| 2.               | Principal         | 8′    |
| 3.               | Tibia             | 8′    |
| 4.               | Gedeckt           | 8′    |
| 5.               | Octave            | 4′    |
| 6.               | Rohrflöte         | 4′    |
| 7.               | Octave            | 2′    |
| 8.               | Kornett V (ab g0) | 8′    |
| 9.               | Mixtur V-VI       | 1 ⁄3′ |
| 10.              | Trompete          | 8′    |

| II Brustwerk C–a3 |             |        |
| 11.               | Koppelflöte | 8′     |
| 12.               | Harfpfeife  | 8′     |
| 13.               | Principal   | 4′     |
| 14.               | Blockflöte  | 4′     |
| 15.               | Quinte      | 2 ⁄3′  |
| 16.               | Waldflöte   | 2′     |
| 17.               | Terz        | 1 3⁄5′ |
| 18.               | Quinte      | 1 ⁄3′  |
| 19.               | Zimbel IV   | 1′     |
| 20.               | Musette     | 8′     |
|                   | Tremolo     |        |

| III Schwellwerk C–a3 |                 |       |
| 21.                  | Pommer          | 16′   |
| 22.                  | Principal       | 8′    |
| 23.                  | Holzflöte       | 8′    |
| 24.                  | Viola           | 8′    |
| 25.                  | Vox caelestis   | 8′    |
| 26.                  | Geigenprincipal | 4′    |
| 27.                  | Traversflöte    | 4′    |
| 28.                  | Nazard          | 2 ⁄3′ |
| 29.                  | Nachthorn       | 2′    |
| 30.                  | Mixtur V        | 2′    |
| 31.                  | Fagott          | 16′   |
| 32.                  | Trompette harm. | 8′    |
| 33.                  | Hautbois        | 8′    |
| 34.                  | Clairon         | 4′    |
|                      | Tremolo         |       |

| Pedal C–f1 |              |         |
| 35.        | Principalbaß | 16′     |
| 36.        | Subbaß       | 16′     |
| 37.        | Quinte       | 10 2⁄3′ |
| 38.        | Octavbaß     | 8′      |
| 39.        | Gedeckt      | 8′      |
| 40.        | Choralbaß    | 4′      |
| 41.        | Hintersatz V | 2 ⁄3′   |
| 42.        | Posaune      | 16′     |
| 43.        | Trompete     | 8′      |

- Koppeln:
  - Normalkoppeln (mechanisch): II/I, III/I, III/II, I/P, II/P, III/P mechanisch; III/I Chororgel, III/P Chororgel elektrisch
  - Superoktavkoppeln: III/III mechanisch; III/I elektrisch
  - Suboktavkoppeln: III/III, III/I mechanisch

### Chororgel

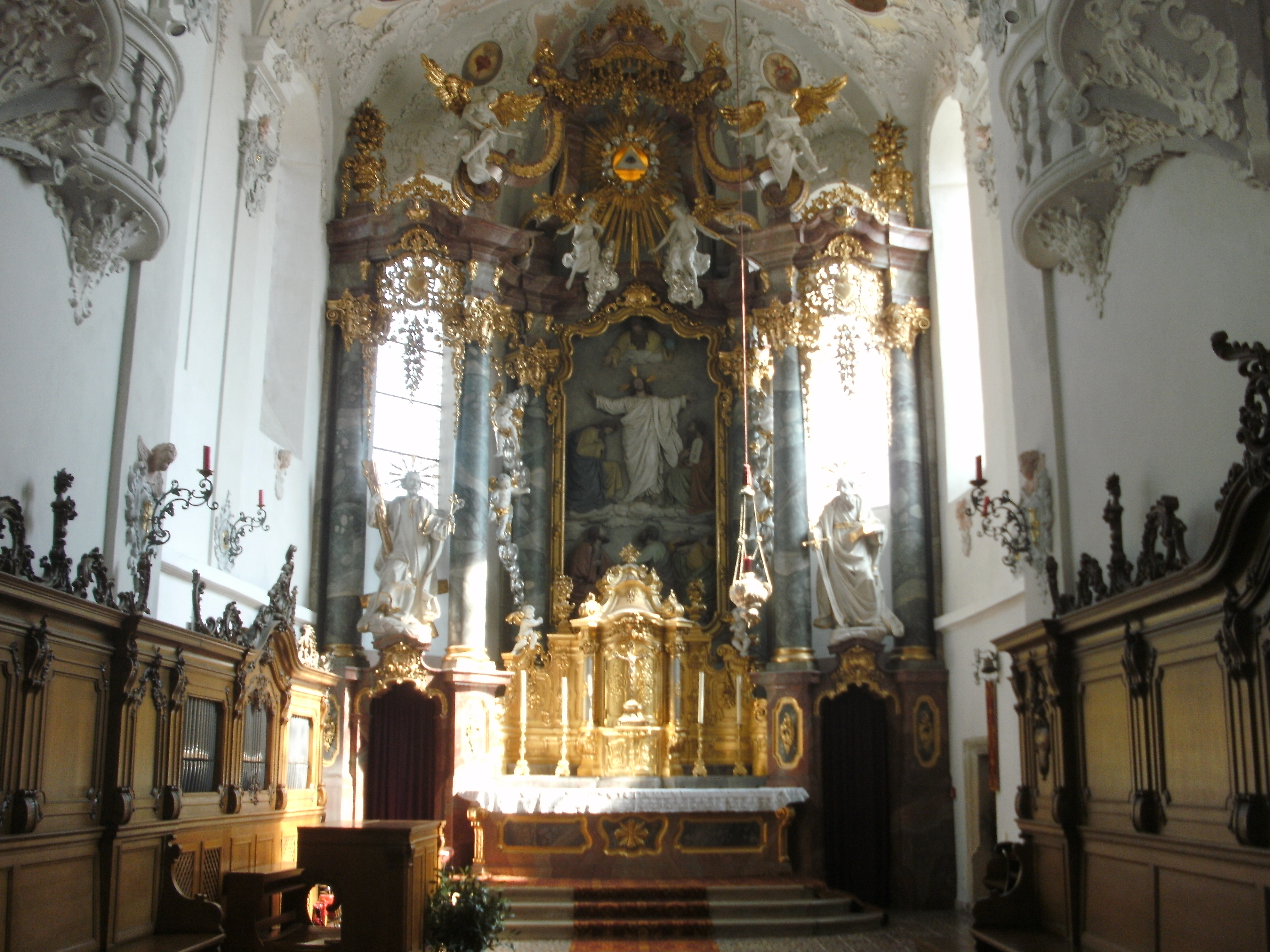
Hochaltar und Chororgel (links)

Zugleich wurde 1965 ebenfalls von Eisenbarth in die linke Seite vor dem Hochaltar eine Chororgel eingebaut, die mit acht klingenden Stimmen dem barocken Klangideal nachempfunden ist und für Chorkonzerte konzipiert ist. Das Orgelgehäuse schuf die Fa. Schoyerer, Cham. Diese Orgel hat einen eigenen Spieltisch im Altarraum, ist aber auch von der Hauptorgel aus spielbar.
| Manual C–a3 |               |    |
| 44.         | Rohrgedeckt   | 8′ |
| 45.         | Salizional    | 8′ |
| 46.         | Holzprincipal | 4′ |
| 47.         | Principal     | 2′ |
| 48.         | Mixtur III    | 1′ |

| Pedal C–f1 |           |            |
| 49.        | Subbaß    | 16′        |
| 50.        | Violon    | 8′         |
| 51.        | Choralbaß | 4′ + 1 ⁄3′ |

- Koppel: Manual/P

## Glocken
In beiden Weltkriegen wurden die Glocken der Stadtpfarrkirche beschlagnahmt. Die größte der heutigen fünf Glocken ist St. Jakob mit 2,6 Tonnen, die Gefallenenglocke wiegt 1,5 Tonnen und die Josefsglocke 600 Kilogramm. Diese neuen Glocken erhielten am 4. Mai 1946 durch Weihbischof Höcht ihre feierliche Weihe. Die Glocke Maria Hilf, genannt Frauenglocke mit 24 Zentnern, stammt aus dem Jahr 1796 und wurde von Josef Spanagl, Straubing, gegossen. Sie kehrte nach langer Irrfahrt wieder in den Turm der Pfarrkirche zurück. Die kleinste Glocke ist die vier Zentner wiegende alte Sterbeglocke. Die Töne der Glocken sind b0, des1, es1, ges1 und as1.

## Nachweise
1. ↑  vgl. den Kirchenführer von 2016, S. 18f, s. Literaturangabe
2. ↑  Tatsächlich findet sich in der Literatur, so auch im neuesten Kirchenführer von 2016, s. Literaturangabe S. 20, immer wieder der Hinweis, es handele sich hierbei um die Darstellung des heiligen Otto. Dagegen aber spricht der Text, der auf dem aufgeschlagenen Buch, das der Heilige hält, zu lesen ist: "Statuta cluniacencia". Damit wird auf die Statuten der Cluniazenser hingewiesen. Zweiter Abt des Klosters Cluny aber war Odo, der dem Kloster und seiner Gemeinschaft die ersten Statuten, consuetudines genannt, gab. S. u. a.: http://www.rdklabor.de/wiki/Cluniazenser. Diese Verwechslung ist vermutlich darauf zurückzuführen, dass es sich bei "Odo" um eine Namensvariante des deutschen Namens Otto handelt.
3. ↑  Orgel (Memento des Originals vom 3. Juni 2009 im Internet Archive)  Info: Der Archivlink wurde automatisch eingesetzt und noch nicht geprüft. Bitte prüfe Original- und Archivlink gemäß Anleitung und entferne dann diesen Hinweis. auf der Seite der Kirchengemeinde, abgerufen am 12. Januar 2017.
4. ↑  Neue Orgeln in der Diözese Regensburg – Die Eisenbarth-Orgel in der Pfarrkirche St. Jakob, Cham. Online auf www.kirchenmusik-regensburg.de; abgerufen am 12. Januar 2017.